# Livestreaming
Стримінг перенаправлено сюди. Для стримінгових платформ з музикою та іншими медіа див. Потокове мультимедіа
Livestreaming (вимовляється лайвстримінг, від англ. livestreaming — дослівно струменіння наживо) — це відеотрансляція наживо певних подій, доступна для перегляду у режимі реального часу через мережу Інтернет. Один з найкращих і найоперативніших способів повідомлення з місця подій. Стримери користуються переважно телефонами чи планшетами, що дає їм змогу не привертати до себе увагу та бути досить мобільними.
«Неживі» медіа («non-live» media), такі як відео на YouTube, формально технічно транслюються, але не в прямому ефірі.
Live-stream сервіси охоплюють широкий спектр тем, від соціальних мереж до відеоігор. Також стримами називають проходження відеоігор у прямому ефірі на відеохостингах типу Twitch, YouTube, та інших. Такі платформи, як Facebook Live, Periscope, Kuaishou і 17, запускають поточну трансляцію запланованих рекламних акцій і відомих заходів, а також поточну трансляцію між користувачами, як у відеотелефонії.
Взаємодія з користувачами через чат є важливим компонентом поточної трансляції. Платформи часто пропонують можливість спілкування з мовником або участь у чатах. Крайнім прикладом взаємодії глядачів є соціальний експеримент Twitch Plays Pokémon, у якому глядачі разом виконують завдання, які задає контролер.

## Соціальні медіа
У галузі соціальних медіа термін «live-media» («живі медіа») стосується нових медіа, які використовують технології поточної передачі медіа для створення мереж живих мультимедіа, що їх поділяють між собою люди, компанії та організації. Маркетолог соціальних мереж Браян Крамер описує пряму трансляцію як дешевий «ключевий маркетинговий і комунікаційний інструмент, який дозволяє брендам вийти на свою аудиторію в Інтернеті». Користувачі можуть слідкувати за відео у прямому ефірі своїх друзів, а також за «акціями», пов'язаними з конкретним контентом чи предметами. «Живі медіа» можна розповсюджувати через будь-який вебсайт чи застосунок в Інтернеті. Таким чином, коли люди переглядають певний вебсайт, вони можуть виявляти живі медіапотоки, що стосуються контенту, який вони шукають.
«Живі медіа» можуть містити висвітлення різноманітних подій, таких як концерти чи прямі трансляції новин за допомогою веббраузера чи застосунків, таких як Snapchat. Джеймс Гарден та Троллі просували майбутню гру NBA All-Star через Snapchat.

### Periscope
У березні 2015 року Twitter випустив стримінговий застосунок «Periscope» («Перископ»). Як правило, користувачі бачать гіперпосилання, прикріплене до їхньої трансляції, яке направляє людей на нову вкладку. Якщо користувач дозволив сайту обмінюватися інформацією, інші користувачі можуть бачити, звідки надходить потік даних. Під час трансляції користувачі можуть коментувати, розмовляти з мовцем або ставити запитання.

### YouTube Live
Компанія Google придбала YouTube у 2006 році, і згодом вони заявили про випуск свого застосунку для поточних трансляцій. Як і Periscope, користувачі можуть коментувати трансляцію. На відміну від Periscope, прямі трансляції на YouTube можна зберігати, і кожний користувач може отримати до них доступ через застосунок.

## Відеоігри
Стримінгова трансляція відеоігор набула популярності у 2010 році. Twitch.tv з'явився і затьмарив Justin.tv і був куплений компанією Amazon.com наприкінці 2014 року за $970 мільйонів доларів США. У 2015 році YouTube запустив YouTube Gaming — відеоігровий дочірній сайт і застосунок, покликаний створити конкуренцію Twitch.
Професійні стримери можуть отримувати великий прибуток шляхом кількості підписників і пожертвувань глядачів, а також реклами платформ і спонсорування з боку організацій електронного спорту. Часто цей прибуток є більш значним, ніж той, який надходить за виграші турнірів.
Аудиторія професійних ігрових турнірів — це в першу чергу глядачі в прямому ефірі. Міжнародний турнір 2017 року Dota 2 з найбільшим призовим фондом за всю історію кіберспорту транслювався, в основному, через Twitch. Він зібрав понад п'ять мільйонів глядачів одночасно.

## Ризики
Багато випадків злочинів таких, як зґвалтування, напади, самогубства, транслювалися в прямому ефірі, що практично не залишає адміністраторам часу для видалення образливого контенту. Прямі трансляції злочинів стали тенденцією у середині 2010-х. Тоді через Periscope у 2016 році почали надходити численні повідомлення про напади і самогубства. Так надійшло повідомлення про викрадення людини в Чикаго через Facebook Live у 2017 році.
Стримери також можуть бути жертвами переслідувань, від яких так само страждають відомі люди.

## Євромайдан
Під час Євромайдану Стрим-трансляції постійно вели інтернет-телеканали «Еспресо TV», «Громадське ТБ», «Spilno.TV», Ukrstream.tv, «Радіо Свобода», «Аронець live» (svoye.tv).

### Відомі стримери подій Євромайдану
- Олександр  Аронець — громадський та політичний діяч, заступник голови громадської організації «Всеукраїнська Люстрація», активіст партії Всеукраїнське об'єднання «Свобода».
- Богдана Бабич — журналіст, співзасновник громадського об'єднання Спільнобачення, голова громадського об'єднання Spilno.TV
- Олег Богачук — стример Spilno.TV
- Лідія Гужва — журналіст, режисер, кінопродюсер, співзасновник громадського об'єднання «Асоціація стримерів України». Звинувачена партією Руський блок в організації заворушень в Криму.
- Сергій Дрозд — стример Spilno.TV, висвітлював діяльність «чорних чоловічків» під час утворення батальйону «Азов»
- Володимир Карагуяр — стример Spilno.TV, під час Євромайдану був заарештований за доставлення бензину для генераторів Spilno.TV
- Богдан Кутєпов — журналіст, шоу-мен, телеведучий, автор і ведучий низки програм на телеканалах ТВі та СТБ, журналіст Громадського ТБ.
- Софія Мартиненко — стример Spilno.TV
- Мустафа Найєм — працював ведучим програм «Чорне та біле», «Сьогодні про головне» (ТВі), журналіст «Української правди» та Громадського ТБ.
- Олексій Півторак — стример Spilno.TV, якого Віталій Кличко в прямому ефірі назвав «маленьким та нахабним»
- Олександр Ротман — стример Spilno.TV, координатор стримів.
- Галина Садомцева — координатор і стример «Спільнобачення».
- Анастасія Станко — стример і редактор Громадського ТБ.

- Левко Стек — стример Радіо Свобода.
- Ольга Шатна — стример Spilno.TV герой документального фільму «Стримери»